# Разпределено обучение
Разпределено обучение  (РО, на английски: Distributed learning) Всички форми на организирано обучение под ръководството на образователна организация, осъществявана от учащите се на различни места, като те може да са отделени по отношение на време и място от образователната организация.
Разпределеното обучение (РО) не е просто нов термин, целящ да замени другия – дистанционно обучение. По-скоро дистанционното обучение се разглежда като подмножество на РО, което произлиза от концепцията за разпределените ресурси. РО е учебен модел, който позволява преподавател, учебен материал и обучаващи се да бъдат на различни места, така че преподаването и ученето не се ограничават нито от пространството, нито от времето, през което се провеждат. Моделът на РО може да бъде прилаган в комбинация с традиционни лекции в класна стая, дистанционни курсове, или да бъде използван при създаването на изцяло виртуални класни стаи.
РО е много повече от онлайн заместник на традиционните лекции, то разширява възможностите за взаимодействие между учебното заведение и учащия, комбинирайки симулации и визуализации, а също така и колаборативно учене. Фокусът при РО пада върху обучаемия, който не само е отделен физически от преподавателя и от другите учащи, но също така той учи със свое собствено темпо и във време, удобно за него. Общото между дистанционно и разпределено обучение е технологията. Независимо дали учащите са в учебната сграда или онлайн, има много импликации на интеграция на технологии в образованието, например при осъществяването на принципа за ”разпределеност“ на обучението.
```
За учащите, разпределеното обучение предлага гъвкавост и достъпност, които при други форми не биха били налице.
```

Предимства на РО
Учащите могат:
•	да получат достъп до мултимедийни учебни материали, каквито не винаги са на разположение при традиционните курсове и програми;
•	да участват в дискусии с други учащи чрез e-mail и електронни тематични форуми;
•	да избират удобно време и място за учене.
С повишената гъвкавост и достъпност, предлагана при РО, идва и увеличаването на отговорността. Правилният подход в обкръжението на РО осигурява на учащите се инструментите, компетенцията и нагласата за продължителен успех при преодоляването на трудностите не само по пътя на образованието, но и в житейски план като цяло.
За да успеят учащите трябва:
•	да бъдат активни и отговорни за своето учене;
•	да бъдат инициатори и да си взаимодействат позитивно с другите учащи и с преподавателя;
•	да бъдат силно мотивирани и да са способни както на самостоятелно, така и на колаборативно учене;
•	да могат да мислят критично по отношение на огромното количество информация, достъпна в Интернет;
•	да имат или да искат да развият добри организационни умения;
•	да са функционални в работата си при различни учебни методи и с различни учебни материали.
РО ще стане доминантния образец за висше образование, въпреки че в краткосрочен план институциите са изправени пред множество предизвикателства, свързани с „дистанционния“ компонент.
РО може да донесе много ползи на висшето образование, като:
•	повишен учебен опит;
•	подобрен достъп до образование;
•	по-голяма гъвкавост на учащия;
•	по-функционално взаимодействие и сътрудничество.
РО поражда стратегическо и финансово предизвикателство за всеки тип висша образователна институция. Напредъкът в технологията и разширяването на пазара за разпределено обучение поставят въпроси пред ректорите на колежи и университети, независимо от тяхната институционална мисия.